# Nazionale maschile di pallacanestro del Libano
La nazionale di pallacanestro Libanese (in arabo منتخب لبنان لكرة السلة‎?; in francese Équipe du Liban de basket-ball) rappresenta il Libano nelle manifestazioni internazionali di pallacanestro ed è controllata dalla Federazione cestistica del Libano.
Tra i migliori piazzamenti per la compagine libanese, oltre alla medaglia d'oro ai Giochi Panarabi del 1957, si ricordano le 4 medaglie d'argento ottenute in Coppa d'Asia (2001, 2005, 2007, 2022), le medaglie d'oro nella Fiba Asia Stankovich Cup del 2010 e nella Coppa delle Nazioni Arabe del 2022 e le 5 medaglie d'oro nel West Asian Basketball Championship (2000, 2008, 2012, 2015, 2017).

## Storia

### Primi anni
La pallacanestro arrivò in Libano a metà degli anni '20, inizialmente introdotta presso l'Università Americana di Beirut dai professori che arrivavano dagli Stati Uniti. L'organizzazione ufficiale della pallacanestro nel paese iniziò nel 1949 con la fondazione della Federazione cestistica del Libano (in francese: Fédération Libanaise de Basketball), segnando un momento chiave nello sviluppo dello sport in Libano.
I primi anni di competizioni internazionali per il Libano furono caratterizzati da un approccio particolare. Il rifiuto dell'Unione Sovietica di ospitare l'Eurobasket 1949 e la decisione della FIBA Europe, di non affidare il torneo alla Cecoslovacchia per la seconda volta consecutiva portarono l'Egitto, medaglia di bronzo all'Eurobasket 1947, a organizzare la competizione. A causa di difficoltà logistiche e preoccupazioni legate alla sicurezza dei viaggi, poche squadre europee vi presero parte. In una mossa insolita, Libano e Siria, entrambe nazioni asiatiche, furono invitate a partecipare al campionato europeo.
La nazionale libanese fece quindi il suo debutto in campo internazionale nell'Eurobasket 1949, dove però il Libano concluse il torneo al settimo posto dopo aver perso tutte e sei le partite nel formato a girone unico con sette squadre.
La seconda partecipazione della squadra libanese a una competizione europea avvenne all'Eurobasket 1953 tenutosi a Mosca. Nella fase preliminare, il Libano perse tutte e quattro le partite, incluso un incontro perso per forfait dovuto alla decisione di non giocare contro Israele. La prima vittoria nella competizione arrivò nel turno di classificazione contro la Svezia su cui si impose con il risultato di 76-43. Grazie a quella unica vittoria il Libano concluse al quarto posto nel girone a cinque squadre, avanzando alle partite di classificazione dal 13° al 16° posto. Dopo una sconfitta di misura contro la Germania Ovest (58-56), il Libano ottenne la sua seconda vittoria nella competizione, contro la Danimarca (74-40), terminando al 15° posto su 17 squadre partecipanti.
Lo scoppio della Guerra civile in Libano nel 1975 ed il suo prolungarsi fino al 1993, fermò lo sviluppo dello sport all'interno del paese, e la nazionale non prese parte a nessuna competizione internazionale per quasi venti anni.

### 2000-2010: Tre volte vicecampioni asiatici e Coppa del Mondo
Dopo la fine dei conflitti interni al Libano, con la firma degli Accordi di Ta'if nel 1989, ed il ritorno del paese alla normalità a partire dal 1993, la Federazione cestistica del Libano riprese la propria attività sportiva e, grazie anche alla nascita della Lebanese Basketball League, il movimento cestistico libanese iniziò a rilanciarsi sul piano internazionale dagli anni novanta in poi. La nazionale fece il suo esordio nei Campionati asiatici maschili di pallacanestro nell'edizione 1999, che si svolsero in Giappone, conquistando un settimo posto finale.

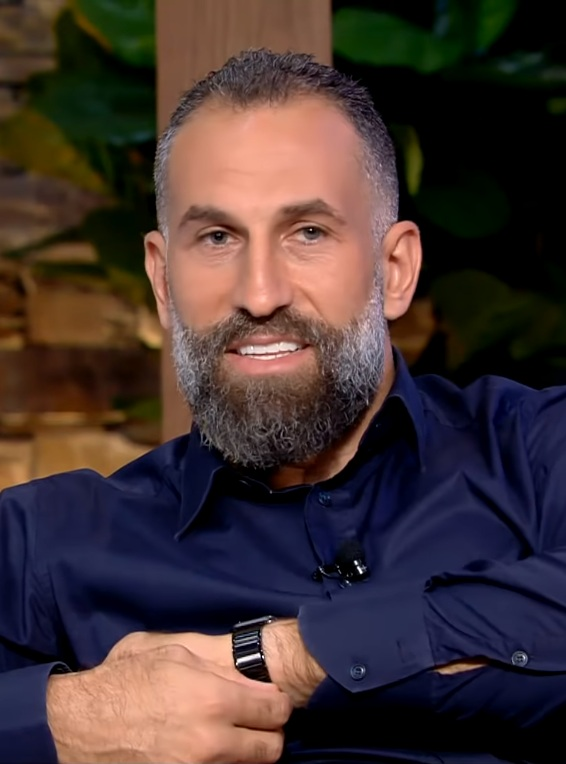
Fadi El Khatib, trascinatore della nazionale negli anni duemila

Il Libano ottenne risultati notevoli nei primi anni 2000, consolidando la propria presenza nel panorama della pallacanestro asiatica. Conclusero il Campionato asiatico 2001 al secondo posto, dopo essere usciti sconfitti per 63-97 nella finale contro la Cina, padrona di casa. Il torneo mise in luce le capacità della guardia libanese Walid Doumiati, premiato come Miglior Playmaker della competizione. Accanto a lui emerse anche l'ala Fadi El Khatib, che fu inserito nel quintetto ideale del torneo.
Questa medaglia d'argento, garantì al Libano la qualificazione ai Campionati Mondiali FIBA 2002, la prima partecipazione della nazionale alla competizione, anche se il loro cammino nel torneo si concluse al primo turno con la squadra che uscì sconfitta da tutte le partite disputate.
Dopo aver concluso con un quarto posto finale il Campionato asiatico 2003, il Libano replicò l'impresa del 2001, raggiungendo nuovamente la finale nel Campionato asiatico 2005. Tuttavia, non riuscì a conquistare il titolo, perdendo nuovamente contro la Cina per 61-77. Fadi El Khatib si distinse ancora una volta, ricevendo il riconoscimento di Miglior Ala del torneo, mentre il centro Joe Vogel fu incluso nel quintetto ideale .
Con la conquista del secondo posto, il Libano ottenne l'accesso ai  Campionati Mondiali FIBA 2006. La squadra mancò di poco la qualificazione agli ottavi di finale, concludendo il proprio girone al quinto posto, riuscendo anche ad ottenere due vittorie, le prime per il Libano nella competizione: la prima arrivò contro il Venezuela per 82-72 nella prima partita del girone; la seconda vittoria arrivò invece contro la nazionale della Francia, che in una partita storica per la pallacanestro libanese, venne sconfitto con il risultato di 74-73, grazie soprattutto ai 29 punti messi a referto da Fadi El Khatib
L'anno successivo la squadra arrivò nuovamente all'atto finale del Campionato asiatico 2007 ma, dopo essere uscita sconfitta nella finalissima contro l'Iran per 74-69, il Libano ottenne per la terza volta nelle sue ultime quattro apparizioni la medaglia d'argento. Questa sconfitta impedì al Libano di qualificarsi direttamente per le Olimpiadi di Pechino 2008. La squadra partecipò quindi a un torneo di qualificazione separato, dove dodici squadre si contendevano gli ultimi tre posti olimpici, ma il loro percorso si concluse già nella fase preliminare dopo aver perso entrambe le partite del girone.
Nel Campionato asiatico 2009, il Libano raggiunse le semifinali dove però il suo cammino si interruppe con la sconfitta contro la Cina per 72-68. Nonostante la sconfitta contro Cina e poi anche contro la Giordania, nella sfida per il terzo posto finale, che impedirono alla nazionale la qualificazione diretta ai Campionati Mondiali FIBA 2010, il Libano ottenne lo stesso un posto nella competizione grazie a una 
delle quattro wild card assegnate dalla FIBA, garantendosi così la terza partecipazione consecutiva alla rassegna iridata. Nonostante la vittoria contro il Canada per 81-71 nella partita di esordio, la squadra non riuscì a superare la fase a gironi perdendo tutte le altre quattro sfide del proprio girone.

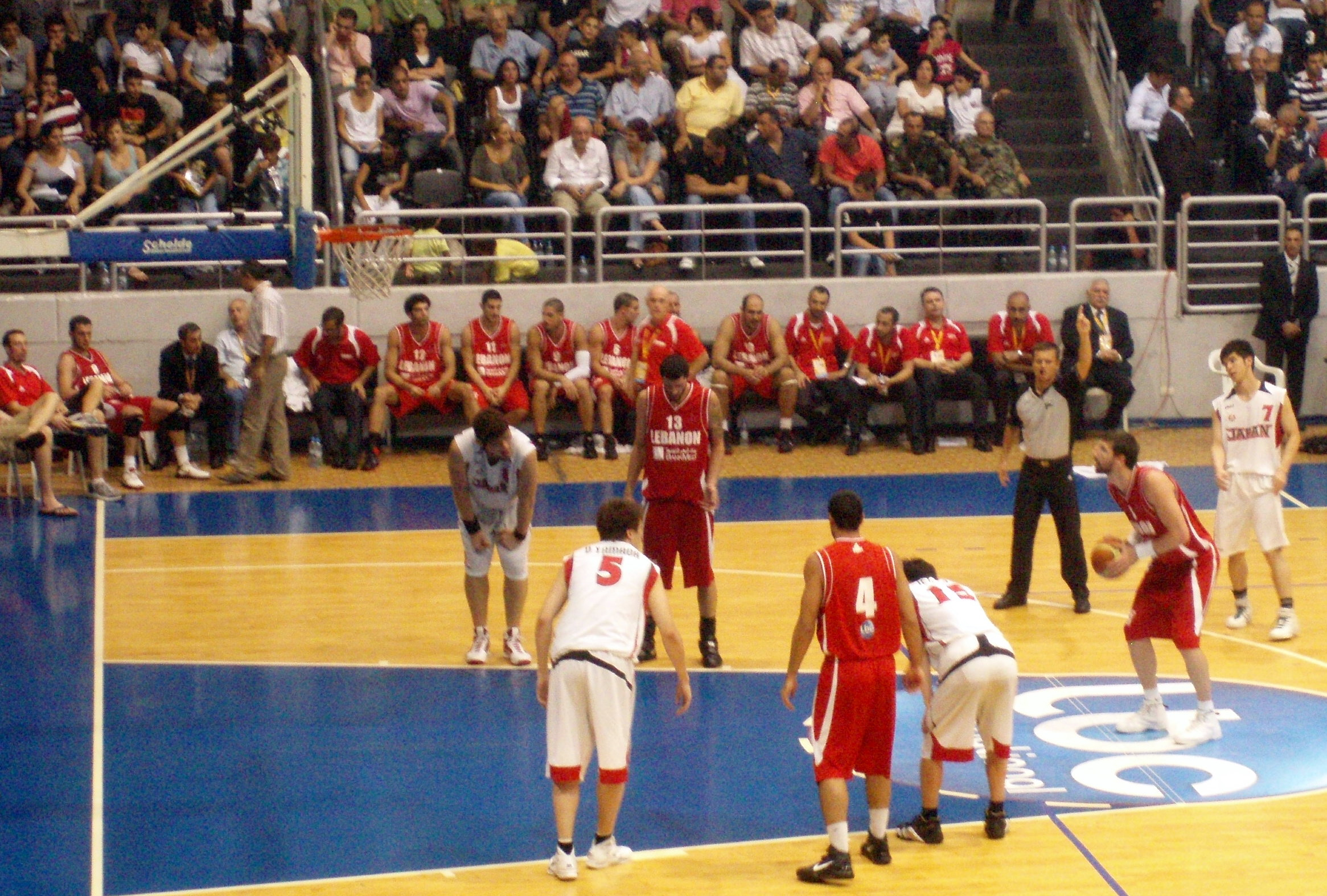
Jackson Vroman con la maglia della nazionale, mentre tira un tiro libero contro il ai Campionati Mondiali FIBA 2010

### La sospensione FIBA (2013)
A seguito dell'interruzione della Lebanese Basketball League nella stagione 2012-2013, a causa di interferenze politiche e giudiziarie, la FIBA, l'11 luglio 2013, sospese la Federazione cestistica del Libano (LBF) per gravi violazioni degli Statuti Generali della FIBA e dei principi fondamentali su cui si basa il movimento sportivo olimpico. Dopo un'attenta analisi, la FIBA rilevò che la LBF non disponeva di strumenti adeguati per affrontare le interferenze politiche e risolvere le controversie sportive all'interno delle proprie strutture. Inoltre, la FIBA era stata informata di accuse di illeciti e di pressioni politiche che avevano portato diversi dirigenti della federazione a dimettersi dal Consiglio di Amministrazione. La FIBA offrì alla LBF – attraverso una lettera datata 28 giugno 2013 – l'opportunità di risolvere urgentemente queste problematiche, purtroppo, la federazione libanese non è stata in grado di soddisfare i requisiti richiesti e ora deve assumersi le conseguenze delle proprie carenze organizzative e delle proprie azioni. Di conseguenza, la FIBA e la FIBA Asia sospesero il Libano dalla partecipazione a tutti gli eventi ufficiali, fino a quando non sarebbero state stabilite strutture e statuti adeguati per garantire che le attività basilari della federazione – come lo svolgimento del campionato nazionale – con regolamenti appropriati e senza interferenze politiche.
La sospensione ha avuto conseguenze significative, in particolare sull'eventuale partecipazione del Libano al Campionato asiatico 2013; infatti nonostante il Libano avesse ottenuto un posto nel torneo continentale, grazie al secondo posto conquistato nel West Asian Basketball Championship 2013, la sospensione della federazione nazionale portò alla sua esclusione dal torneo.
Dopo discussioni e appelli, la FIBA ha revocato la sospensione nel maggio 2014, consentendo alla nazionale libanese di tornare a competere a livello internazionale.

### Vicecampioni d'Asia e ritorno alla Coppa del Mondo
Il Libano ha mostrato una significativa ripresa nel basket internazionale, culminata in una prestazione di rilievo alla FIBA Asia Cup 2022, che ha segnato il ritorno della nazionale in finale dopo oltre un decennio. Nonostante una gara combattuta, il Libano si è classificato al secondo posto dopo una sconfitta di misura, per 73-75, contro l'Australia. Questo risultato ha rappresentato la quarta medaglia d'argento del Libano nella FIBA Asia Cup, aggiungendosi ai secondi posti conquistati nel 2001, 2005 e 2007. Il torneo ha inoltre messo in evidenza la prestazione del playmaker libanese Wael Arakji, che è stato nominato MVP del torneo, miglior guardia e inserito nel miglior quintetto dell'evento.
Sulla scia di questo successo, il Libano ha proseguito il suo percorso qualificandosi per la Coppa del Mondo FIBA 2023 . Pur affrontando un primo turno difficile con tre sconfitte in altrettante partite giocate nel girone, la squadra ha dimostrato grande determinazione, chiudendo la sua esperienza ai Mondiali con due vittorie consecutive nella fase di classificazione 17º-32º posto, imponendosi prima contro la Costa d'Avorio, per 94-84, e poi anche sull'Iran con il risultato di 81-73, concludendo così il torneo con il 23° posto finale.
Il 23º posto ottenuto dal Libano nella Coppa del Mondo FIBA 2023 gli ha garantito l'accesso ai Tornei di Qualificazione per i Giochi della XXXIII Olimpiade; tuttavia la nazionale libanese dopo aver superato il girone iniziale, con una vittoria ed una sconfitta, non è riuscita ad andare oltre la semifinale, dove è uscita sconfitta per 89-72 nella sfida contro le Bahamas.

## Partecipazioni ai tornei internazionali

### FIBA World Cup
| FIBA Basketball World Cup | FIBA Basketball World Cup | FIBA Basketball World Cup | FIBA Basketball World Cup | FIBA Basketball World Cup |                                         | Qualificazioni                          | Qualificazioni                          | Qualificazioni  | Qualificazioni |
| Anno                      | Posizione                 | Par.                      | V                         | S                         | Par.                                    | V                                       | S                                       |                 |                |
| ------------------------- | ------------------------- | ------------------------- | ------------------------- | ------------------------- | --------------------------------------- | --------------------------------------- | --------------------------------------- | --------------- | -------------- |
| 1950 - 1970               | Non partecipa             | Non partecipa             | Non partecipa             | Non partecipa             | Non partecipa                           | Non partecipa                           | Non partecipa                           | Non partecipa   |                |
| 1974                      | Non qualificata           | Non qualificata           | Non qualificata           | Non qualificata           | Non qualificata                         | Non qualificata                         | Non qualificata                         | Non qualificata |                |
| 1978                      | Non partecipa             | Non partecipa             | Non partecipa             | Non partecipa             | Non partecipa                           | Non partecipa                           | Non partecipa                           | Non partecipa   |                |
| 1982 - 1998               | Non qualificata           | Non qualificata           | Non qualificata           | Non qualificata           | Non qualificata                         | Non qualificata                         | Non qualificata                         | Non qualificata |                |
| 2002                      | 16° posto                 | 5                         | 0                         | 5                         | Qualificazione attraverso FIBA Asia Cup | Qualificazione attraverso FIBA Asia Cup | Qualificazione attraverso FIBA Asia Cup |                 |                |
| 2006                      | 17° posto                 | 5                         | 2                         | 3                         | Qualificazione attraverso FIBA Asia Cup | Qualificazione attraverso FIBA Asia Cup | Qualificazione attraverso FIBA Asia Cup |                 |                |
| 2010                      | 20° posto                 | 5                         | 1                         | 4                         | Wild card                               | Wild card                               | Wild card                               |                 |                |
| 2014                      | Sospesa                   | Sospesa                   | Sospesa                   | Sospesa                   | Sospesa                                 | Sospesa                                 | Sospesa                                 | Sospesa         |                |
| 2019                      | Non qualificata           | Non qualificata           | Non qualificata           | Non qualificata           | Non qualificata                         | 12                                      | 6                                       | 6               |                |
| 2023                      | 23° posto                 | 5                         | 2                         | 3                         | 12                                      | 9                                       | 3                                       |                 |                |
| 2027                      | da determinare            | da determinare            | da determinare            | da determinare            | da determinare                          | da determinare                          | da determinare                          | da determinare  |                |
| Totale                    | 4/20                      | 20                        | 5                         | 15                        | 24                                      | 15                                      | 9                                       |                 |                |

### FIBA Asia Championship
| FIBA Asia Championship | FIBA Asia Championship | FIBA Asia Championship | FIBA Asia Championship | FIBA Asia Championship |                                                | Qualificazioni                                 | Qualificazioni                                 | Qualificazioni                              | Qualificazioni |
| Anno                   | Posizione              | Par.                   | V                      | S                      | Par.                                           | V                                              | S                                              |                                             |                |
| ---------------------- | ---------------------- | ---------------------- | ---------------------- | ---------------------- | ---------------------------------------------- | ---------------------------------------------- | ---------------------------------------------- | ------------------------------------------- | -------------- |
| 1960 - 1997            | Non partecipa          | Non partecipa          | Non partecipa          | Non partecipa          | Non partecipa                                  | Non partecipa                                  | Non partecipa                                  | Non partecipa                               |                |
| 1999                   | 7° posto               | 7                      | 4                      | 3                      | Qualificazione attraverso WABA Championship    | Qualificazione attraverso WABA Championship    | Qualificazione attraverso WABA Championship    |                                             |                |
| 2001                   | 2° posto               | 8                      | 5                      | 3                      | Qualificazione attraverso WABA Championship    | Qualificazione attraverso WABA Championship    | Qualificazione attraverso WABA Championship    |                                             |                |
| 2003                   | 4° posto               | 8                      | 5                      | 3                      | Qualificazione diretta                         | Qualificazione diretta                         | Qualificazione diretta                         |                                             |                |
| 2005                   | 2° posto               | 8                      | 6                      | 2                      | Qualificazione attraverso WABA Championship    | Qualificazione attraverso WABA Championship    | Qualificazione attraverso WABA Championship    |                                             |                |
| 2007                   | 2° posto               | 8                      | 6                      | 2                      | Qualificazione diretta                         | Qualificazione diretta                         | Qualificazione diretta                         |                                             |                |
| 2009                   | 4° posto               | 9                      | 5                      | 4                      | Qualificazione diretta                         | Qualificazione diretta                         | Qualificazione diretta                         |                                             |                |
| 2011                   | 6° posto               | 9                      | 4                      | 5                      | Qualificazione tramite FIBA Asia Stanković Cup | Qualificazione tramite FIBA Asia Stanković Cup | Qualificazione tramite FIBA Asia Stanković Cup |                                             |                |
| 2013                   | Sospesa                | Sospesa                | Sospesa                | Sospesa                | Sospesa                                        | Qualificazione attraverso WABA Championship    | Qualificazione attraverso WABA Championship    | Qualificazione attraverso WABA Championship |                |
| 2015                   | 5° posto               | 9                      | 5                      | 4                      |                                                | Qualificazione attraverso WABA Championship    | Qualificazione attraverso WABA Championship    | Qualificazione attraverso WABA Championship |                |
| 2017                   | 6° posto               | 7                      | 4                      | 3                      | Nazione ospitante                              | Nazione ospitante                              | Nazione ospitante                              |                                             |                |
| 2022                   | 2° posto               | 6                      | 5                      | 1                      | 6                                              | 6                                              | 0                                              |                                             |                |
| 2025                   | 7° posto               | 5                      | 2                      | 3                      | 6                                              | 6                                              | 0                                              |                                             |                |
| Totale                 | 12/31                  | 84                     | 51                     | 33                     | 12                                             | 12                                             | 0                                              |                                             |                |

### Giochi Asiatici
| Giochi Asiatici | Giochi Asiatici | Giochi Asiatici | Giochi Asiatici | Giochi Asiatici |
| Anno            | Posizione       | Par.            | V               | S               |
| --------------- | --------------- | --------------- | --------------- | --------------- |
| 1951 - 1990     | Non partecipa   | Non partecipa   | Non partecipa   | Non partecipa   |
| 1994            | Non qualificata | Non qualificata | Non qualificata | Non qualificata |
| 1998            | Non qualificata | Non qualificata | Non qualificata | Non qualificata |
| 2002            | Non qualificata | Non qualificata | Non qualificata | Non qualificata |
| 2006            | 9° posto        | 7               | 3               | 4               |
| 2010            | Non qualificata | Non qualificata | Non qualificata | Non qualificata |
| 2014            | Non qualificata | Non qualificata | Non qualificata | Non qualificata |
| 2018            | Non qualificata | Non qualificata | Non qualificata | Non qualificata |
| 2022            | Non qualificata | Non qualificata | Non qualificata | Non qualificata |
| Totale          | 1/11            | 7               | 3               | 4               |

### West Asian Basketball Championship
| WABA Championship | WABA Championship | WABA Championship | WABA Championship | WABA Championship |
| Anno              | Posizione         | Par.              | V                 | S                 |
| ----------------- | ----------------- | ----------------- | ----------------- | ----------------- |
| 1999              | 2° posto          | 4                 | 3                 | 1                 |
| 2000              | Campioni          | 4                 | 4                 | 0                 |
| 2001              | 2° posto          | 4                 | 3                 | 1                 |
| 2002              | Non partecipa     | Non partecipa     | Non partecipa     | Non partecipa     |
| 2004              | 4° posto          | 4                 | 1                 | 3                 |
| 2005              | 2° posto          | 4                 | 3                 | 1                 |
| 2008              | Campioni          | 3                 | 3                 | 0                 |
| 2010              | Non partecipa     | Non partecipa     | Non partecipa     | Non partecipa     |
| 2011              | Non partecipa     | Non partecipa     | Non partecipa     | Non partecipa     |
| 2012              | Campioni          | 5                 | 5                 | 0                 |
| 2013              | 2° posto          | 3                 | 2                 | 1                 |
| 2014              | Non partecipa     | Non partecipa     | Non partecipa     | Non partecipa     |
| 2015              | Campioni          | 4                 | 4                 | 0                 |
| 2016              | 4° posto          | 4                 | 1                 | 3                 |
| 2017              | Campioni          | 5                 | 5                 | 0                 |
| Totale            | 12/15             | 44                | 34                | 10                |

### FIBA Asia Stanković Cup
| FIBA Asia Stanković Cup | FIBA Asia Stanković Cup | FIBA Asia Stanković Cup | FIBA Asia Stanković Cup | FIBA Asia Stanković Cup |
| Anno                    | Posizione               | Par.                    | V                       | S                       |
| ----------------------- | ----------------------- | ----------------------- | ----------------------- | ----------------------- |
| 2004                    | Non partecipa           | Non partecipa           | Non partecipa           | Non partecipa           |
| 2008                    | Non partecipa           | Non partecipa           | Non partecipa           | Non partecipa           |
| 2010                    | Campioni                | 7                       | 7                       | 0                       |
| 2012                    | 7° posto                | 7                       | 4                       | 3                       |
| 2014                    | Non partecipa           | Non partecipa           | Non partecipa           | Non partecipa           |
| 2016                    | Non partecipa           | Non partecipa           | Non partecipa           | Non partecipa           |
| Totale                  | 2/6                     | 14                      | 11                      | 3                       |

### FIBA EuroBasket
| FIBA EuroBasket | FIBA EuroBasket | FIBA EuroBasket | FIBA EuroBasket | FIBA EuroBasket |
| Anno            | Posizione       | Par.            | V               | S               |
| --------------- | --------------- | --------------- | --------------- | --------------- |
| 1949            | 7° posto        | 7               | 1               | 6               |
| 1953            | 15° posto       | 7               | 2               | 5               |
| Totale          | 2               | 14              | 3               | 11              |

### Giochi del Mediterraneo
| Giochi del Mediterraneo | Giochi del Mediterraneo | Giochi del Mediterraneo | Giochi del Mediterraneo | Giochi del Mediterraneo |
| Anno                    | Posizione               | Par.                    | V                       | S                       |
| ----------------------- | ----------------------- | ----------------------- | ----------------------- | ----------------------- |
| 1951                    | 5° posto                | ?                       | ?                       | ?                       |
| 1955                    | Non partecipa           | Non partecipa           | Non partecipa           | Non partecipa           |
| 1959                    | Non partecipa           | Non partecipa           | Non partecipa           | Non partecipa           |
| 1963                    | Non partecipa           | Non partecipa           | Non partecipa           | Non partecipa           |
| 1967                    | Non partecipa           | Non partecipa           | Non partecipa           | Non partecipa           |
| 1971                    | Non partecipa           | Non partecipa           | Non partecipa           | Non partecipa           |
| 1975                    | Non partecipa           | Non partecipa           | Non partecipa           | Non partecipa           |
| 1979                    | Non partecipa           | Non partecipa           | Non partecipa           | Non partecipa           |
| 1983                    | Non partecipa           | Non partecipa           | Non partecipa           | Non partecipa           |
| 1987                    | 6° posto                | ?                       | ?                       | ?                       |
| 1991                    | Non partecipa           | Non partecipa           | Non partecipa           | Non partecipa           |
| 1993                    | Non partecipa           | Non partecipa           | Non partecipa           | Non partecipa           |
| 1997                    | Non partecipa           | Non partecipa           | Non partecipa           | Non partecipa           |
| 2001                    | 8° posto                | ?                       | ?                       | ?                       |
| 2005                    | Non partecipa           | Non partecipa           | Non partecipa           | Non partecipa           |
| 2009                    | Non partecipa           | Non partecipa           | Non partecipa           | Non partecipa           |
| 2013                    | Non partecipa           | Non partecipa           | Non partecipa           | Non partecipa           |
| Totale                  | 3                       |                         |                         |                         |

## Medaglie conquistate
- FIBA Asia Championship: 
 Cina 2001
 Qatar 2005
 Giappone 2007
 Indonesia 2022
- Arab Basketball Championship: 
 UAE 2022
 Libano 2010
 Iraq 1974
- FIBA Asia Stanković Cup: 
 Libano 2010

- WABA Championship: 
 Libano 1999
 Libano 2000
 Giordania 2001
 Libano 2005
 Giordania 2008
 Giordania 2012
 Iran 2013
 Giordania 2015
 Giordania 2017
- Giochi panarabi: 
 Libano 1957
 Marocco 1961

## Roster attuale
Roster per le partite di qualificazione alla FIBA Asia Cup 2025 del febbraio 2025 
| Squadra nazionale maschile di pallacanestro del Libano. | Squadra nazionale maschile di pallacanestro del Libano. |
| Giocatori                                               | Staff tecnico                                           |
| ------------------------------------------------------- | ------------------------------------------------------- |

| N. | Naz.              | Ruolo | Nome              | Anno | Alt.   | Peso   |  |
| -- | ----------------- | ----- | ----------------- | ---- | ------ | ------ |  |
| 3  | Libano (bandiera) | C     | Ater Majok        | 1987 | 208 cm | 106 kg |  |
| 5  | Libano (bandiera) | G     | Amir Saoud        | 1991 | 188 cm | 83 kg  |  |
| 7  | Libano (bandiera) | G     | Karim Zeinoun     | 1999 | 188 cm | 79 kg  |  |
| 8  | Libano (bandiera) | PG    | Jad Khalil        | 1996 | 185 cm | 71 kg  |  |
| 9  | Libano (bandiera) | AP    | Sergio El Darwich | 1996 | 193 cm | 93 kg  |  |
| 10 | Libano (bandiera) | PG    | Ali Mansour       | 1998 | 185 cm | 82 kg  |  |
| 11 | Libano (bandiera) | C     | Gebrael Samaha    | 2001 | 206 cm | 98 kg  |  |
| 14 | Libano (bandiera) | AG    | Karim Ezzeddine   | 1997 | 206 cm | 86 kg  |  |
| 20 | Libano (bandiera) | PG    | Wael Arakji       | 1994 | 193 cm | 85 kg  |  |
| 25 | Libano (bandiera) | PG    | Ali Mezher        | 1994 | 183 cm | 81 kg  |  |
| 34 | Libano (bandiera) | AG    | Gerard Hadidian   | 1995 | 201 cm | 103 kg |  |
| 35 | Libano (bandiera) | AG    | Karim Rtail       | 2004 | 203 cm | 90 kg  |  |

| Allenatore                                                                |
| - Miodrag Perišić                                                         |
| Assistente/i                                                              |
| - Marko Filipovic - Ralph Akl Legenda - (C) Capitano - Infortunato Roster |

## Allenatori
- Gabi Arabji
- Henri Yabroudi
- Albert Mamo
- Milo Monosour: 1997
- Rizkallah Zalloum: 1997-1999
- Andrew Young: 1999-2001
- Johnny Neumann: 2001-2002
- Ghassan Sarkis: 2003-2005
- Paul Coughter: 2005-2006
- Fouad Abou Chakra: 2007
- Dragan Raca: 2007-2009
- Tab Baldwin: 2010-2011
- Ghassan Sarkis: 2011-2015
- Veselin Matić: 2015-2016
- Patrick Saba: 2016-2017
- Joe Moujaes: 2017
- Ramūnas Butautas: 2017-2018
- Slobodan Subotić: 2018-2019
- Joe Moujaes: 2019-2022
- Jad El Hajj: 2022-2024
- Miodrag Perišić: 2024–presente

## Formazioni

### Campionati del mondo
Campionato mondiale maschile di pallacanestro 20024 Doumiati, 5 Bardawil, 6 Makki, 7 Fahed, 8 Chibani, 9 el-Hajj, 10 Samaha, 11 Khouri, 12 el-Boustani, 13 Mechantaf, 14 Vogel, 15 el-Khatib,        All. Johnny Neumann
Campionato mondiale maschile di pallacanestro 20064 Abdel-Nour, 5 Tawbe, 6 Mahmoud, 7 Fahed, 8 el-Turk, 9 Beshara, 10 Samaha, 11 Vogel, 12 Fakhreddine, 13 Khouri, 14 Balaa, 15 el-Khatib,        All. Paul Coughter
Campionato mondiale maschile di pallacanestro 20104 Abdel-Nour, 5 Vroman, 6 Mahmoud, 7 Fahed, 8 Rustom, 9 Stephan, 10 Kanaan, 11 Akl, 12 Fakhreddine, 13 Freije, 14 Rida, 15 el-Khatib,        All. Tab Baldwin
Campionato mondiale maschile di pallacanestro 20234 Spellman, 5 Saoud, 6 Khalil, 7 Zeinoun, 9 El Darwich, 10 Mansour, 11 Haidar, 14 Ezzeddine, 20 Arakji, 24 Gyokchyan, 25 Mezher, 00 Al-Khoury,       All. Jad El Hajj

### Campionati asiatici
Campionato asiatico maschile di pallacanestro 20014 Doumiati, 5 Kassouf, 6 Awarky, 7 Moussa, 8 Chibani, 9 el-Hajj, 10 Fahed, 11 Vogel, 12 el-Boustani, 13 Chidiac, 14 Halley, 15 el-Khatib,        All. Johnny Neumann
Campionato asiatico maschile di pallacanestro 20034 Makki, 5 Khouri, 6 Rida, 7 Fahed, 8 Ibrahim, 9 el-Hajj, 10 Tawbe, 11 Avakian, 12 Fakhreddine, 13 Mechantaf, 14 Vogel, 15 Balaa,        All. Sarkis Ghassan
Campionato asiatico maschile di pallacanestro 20054 Abdel-Nour, 5 Tawbe, 6 Mahmoud, 7 Fahed, 8 el-Turk, 9 Beshara, 10 Balaa, 11 Vogel, 12 Fakhreddine, 13 S. Khouri, 14 P. Khouri, 15 el-Khatib,        All. Paul Coughter
Campionato asiatico maschile di pallacanestro 20074 Abdel-Nour, 5 Tawbe, 6 Mahmoud, 7 Fahed, 8 el-Turk, 9 Balaa, 10 Samaha, 11 Vogel, 12 Fakhreddine, 13 Beshara, 14 Mneimneh, 15 el-Khatib,        All. Dragan Raca
Campionato asiatico maschile di pallacanestro 20094 Abdel-Nour, 5 Vroman, 6 Mahmoud, 7 Fahed, 8 el-Turk, 9 Beshara, 10 Kanaan, 11 Akl, 12 Faris, 13 Freije, 14 Mneimneh, 15 el-Khatib,        All. Dragan Raca
Campionato asiatico maschile di pallacanestro 20114 Abdel-Nour, 5 Martínez, 6 Rida, 7 Hoskin, 8 El Farkh, 9 Stephan, 10 Bitar, 11 Akl, 12 Kanaan, 13 Bawji, 14 Tabet, 15 Ibrahim,        All. Sam Vincent
Campionato asiatico maschile di pallacanestro 20154 Abdel-Nour, 5 A. Saoud, 6 Haidar, 7 Arakji, 8 Aby Kheres, 9 Ibrahim, 10 N. Saoud, 11 Akl, 12 Tabet, 13 Bawji, 14 Youngblood, 15 Ayoubi,        All. Veselin Matić
Campionato asiatico maschile di pallacanestro 20171 Souaid, 4 Abdel-Nour, 5 Saoud, 7 Arakji, 8 Rustom, 9 Tabet, 11 Haidar, 12 Chartouny, 13 Bawji, 14 Pelle, 15 el-Khatib, 25 Mezher,        All. Ramūnas Butautas
Campionato asiatico maschile di pallacanestro 20226 Chamoun, 7 Zeinoun, 9 El Darwich, 10 Mansour, 11 Haidar, 14 Ezzeddine, 20 Arakji, 21 Arledge, 23 Khayat, 24 Gyokchyan, 25 Mezher, 34 Hadidian,        All. Jad El Hajj
Campionato asiatico maschile di pallacanestro 20251 Jamaleddine, 5 Saoud, 7 Zeinoun, 9 El Darwich, 10 Mansour, 11 Lawson, 14 Arakji, 23 Khayat, 24 Gyokchyan, 25 Mezher, 34 Hadidian, 40 Haidar,        All. Miodrag Perišić

### Campionati europei
Campionato europeo maschile di pallacanestro 19493 Rababeh, 4 Idilibi, 5 Arbagi, 6 Harfoush, 7 Fawaz, 9 Diarbekirian, 10 Mekkawi, 11 Berberian, 12 Fathallah, 13 Mamou, 14 Georgio, 15 Dergarabedian, 18 Itani, 20 Dabbous,        All. Ahon Kadian
Campionato europeo maschile di pallacanestro 19533 Mekkawi, 4 Idlibi, 5 Georgio, 6 Nasser, 7 Homsi, 8 Rababeh, 9 Estephan, 10 Diarbekirian, 11 Barakat, 12 Itani, 13 Bahchedjian, 14 Alahydoian,        All. Ahoun Kadian

## Nazionali giovanili
- Nazionale Under-18
- Nazionale Under-16